# Jan Santini Aichel
Jan Blažej Santini Aichel (3 februarie 1677 – 7 august 1723) a fost un arhitect ceh de origine italiană, ale cărui lucrări majore exemplifică unicul stil gotic baroc - o combinație specială ale stilurilor baroc și gotic.

## Biografie
S-a născut în ziua de Sfântul Blasiu ca fiul cel mai mare al respectatei familii de pietrari din Praga Santini Aichel (bunicul său, Antonio Aichel, s-a mutat din Italia la Praga în anii 1630) și a fost botezat în Catedrala Sf. Vitus ca Johann Blasius Aichel. El s-a născut cu un handicap fizic – paralizia unei jumătăți a corpului său. Acest lucru l-a împiedicat să urmeze cu succes cariera tatălui său. El a urmat doar perioada de ucenicie (așa cum a făcut fratele său, Franz), dar a studiat, de asemenea, pictura cu pictorul regal și imperial Christian Schröder.
În jurul anului 1696 a început să călătorească și să câștige experiență. După călătoria sa prin Austria a ajuns la Roma, Italia, unde a avut posibilitatea să cunoască activitatea unui arhitect radical, Francesco Boromini. Influența lui Borromini este evidentă în predilecția sa pentru modelele în formă de stea și simbolismul complex. Multe dintre clădirile sale sunt aerisite și elegante, dar el a fost considerat un geniu rebel de către contemporanii săi și a exercitat o influență asupra generațiilor următoare de arhitecți boemi. Aflat în Italia, Aichel a încorporat în numele său pe cel al tatălui său, Santini.
În 1700 Santini a început să proiecteze și să construiască în mod independent, ceea ce i-a asigurat propriile sale venituri. El a devenit apoi membru al unei bresle și a înființat propria sa companie de construcții.
Santini s-a căsătorit cu fiica lui Schröder (Veronica Elisabeth) în 1707. Ei au avut patru copii, dar toți cei trei fii au murit de tuberculoză la o vârstă fragedă; singurul copil rămas a fost Anna Veronika (născută în 1713). Soția lui Santini a murit șapte ani mai târziu și el s-a recăsătorit cu o femeie nobilă din Boemia de Sud, Antonia Ignatia Chrapická de Mohliškovice, prin care Santini a fost înnobilat. Din această căsătorie s-au născut doi copii: Jana Ludmila și Jan Ignác Rochus.
Santini a dobândit un stil asemănător cu cel al lui Jean Baptiste Mathey și după moartea lui a finalizat, de asemenea, mai multe lucrări de-ale sale. În 1705 a cumpărat casa Valkounský (nr. 211) de pe strada Nerudova cu 3000 de monezi de aur și a reconstruit-o. Santini a devenit o persoană bine-cunoscută, dar, din păcate, a murit la o vârstă destul de tânără, la doar 47 de ani, iar unele din lucrările sale, prin urmare, au rămas neterminate.
Asteroidul 37699 Santini-Aichl este numit în onoarea lui.

## Lucrări
- Biserica mănăstirii Adormirea Maicii Domnului și Sfântul Ioan Botezătorul din suburbia Sedlec a orașului Kutná Hora (reconstrucție, 1703-1708, monument din patrimoniul UNESCO)
- Capela Sf. Anna din Panenské Břežany (1705-1707)
- Biserica de pelerinaj Buna Vestire și clădirea abației cisterciene din Mariánská Týnice (1707-1710)
- Mănăstirea cisterciană din Plasy (reconstrucție, 1711-1723)
- Biserica mănăstirii Adormirea Maicii Domnului, Sf. Wolfgang și Sf. Benedict din Kladruby u Stříbra (1711)
- Biserica mănăstirii Nașterea Maicii Domnului din Želiv (reconstrucție, 1714-1720)
- Biserica de pelerinaj Numele Fecioarei Maria din Křtiny u Brna (1718)
- Biserica de pelerinaj Sfântul Ioan Nepomuk de pe Zelená hora din Žďár nad Sázavou (1719-1727, monument din patrimoniul UNESCO)
- Castelul Karlova  Koruna din Chlumec nad Cidlinou (1721-1723)
- Biserica Sf. Venceslau din Zvole (reconstrucție)
- Biserica Sf. Petru și Paul din Horní Bobrová (1714)
- Biserica „Vizita Fecioarei Maria” din Obyčtov
- Biserica Adormirea Maicii Domnului din Netín
- Biserica abațială Sf. Petru și Paul din Rajhrad (1721)
- Biserica Sf. Ioan Nepomuk din Zelená hora (1721) cu o arhitectură neobișnuită
- Arhitect inițial pentru reconstrucția castelului Zbraslav
- Proiectarea și construirea castelului Kalec
- Reconstrucția Casei Valkounsky (Nr. 211-III) din Praga - Malá Strana (după 1705)

Clădiri pe care le-a proiectat

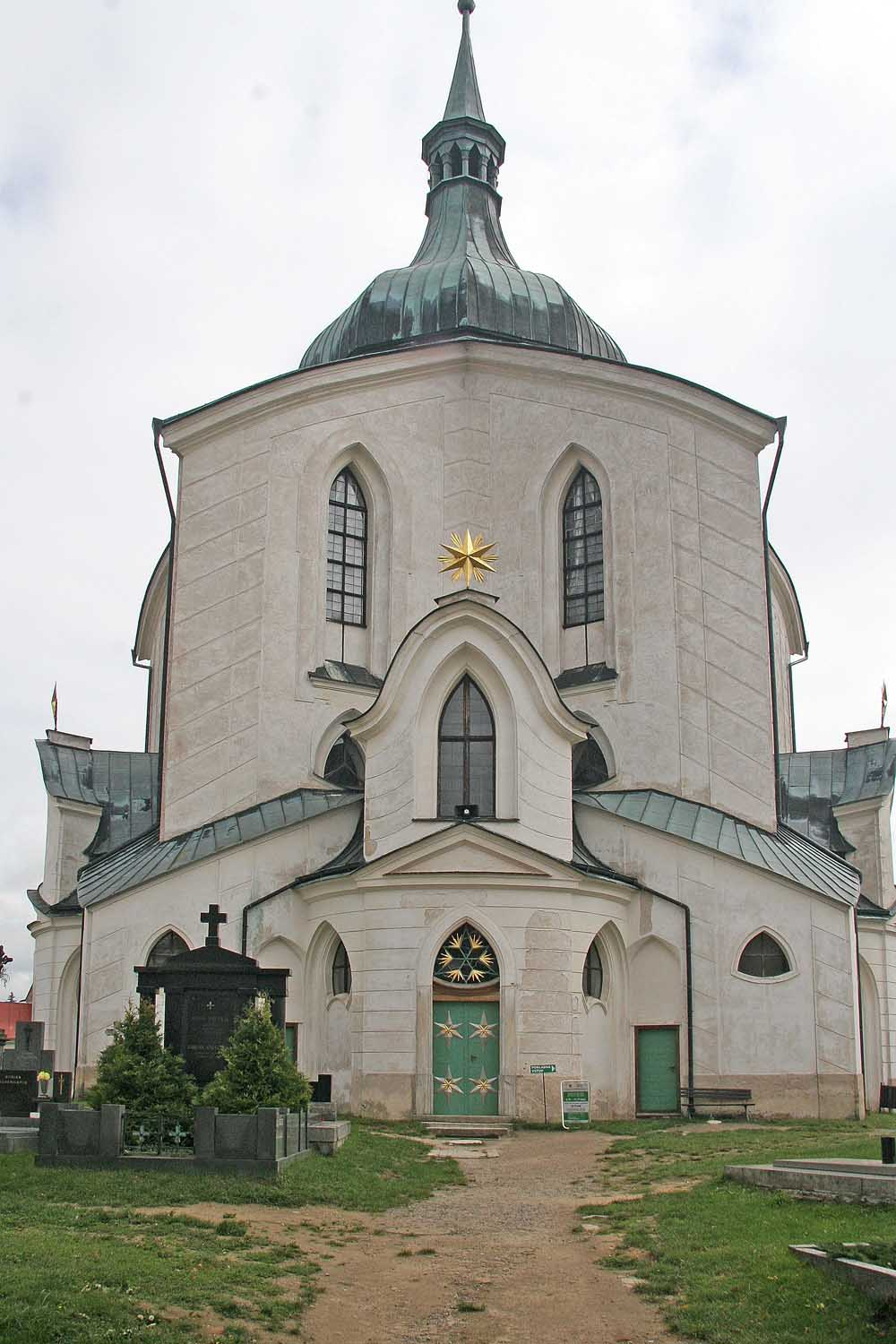
Biserica de pelerinaj Sfântul Ioan Nepomuk, Zelená Hora, monument din patrimoniul UNESCO
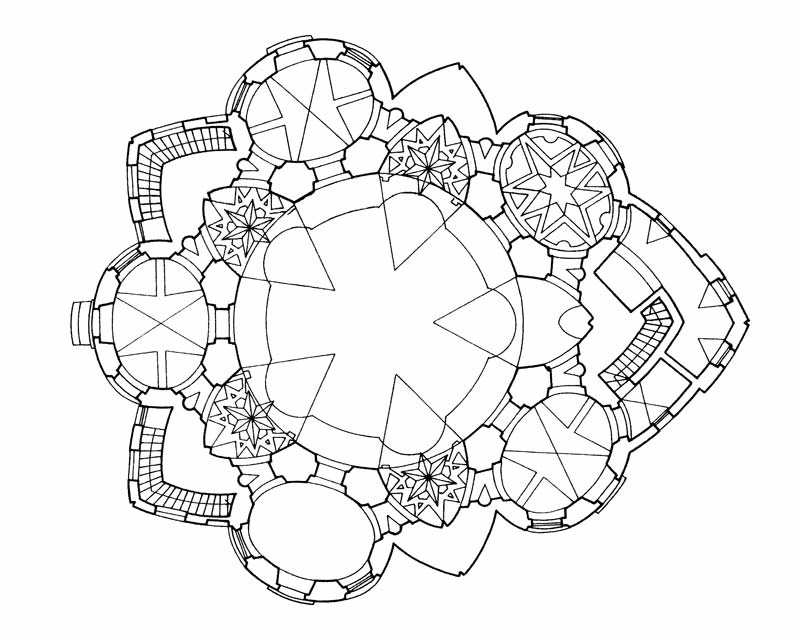
Planul bisericii de la Zelená Hora
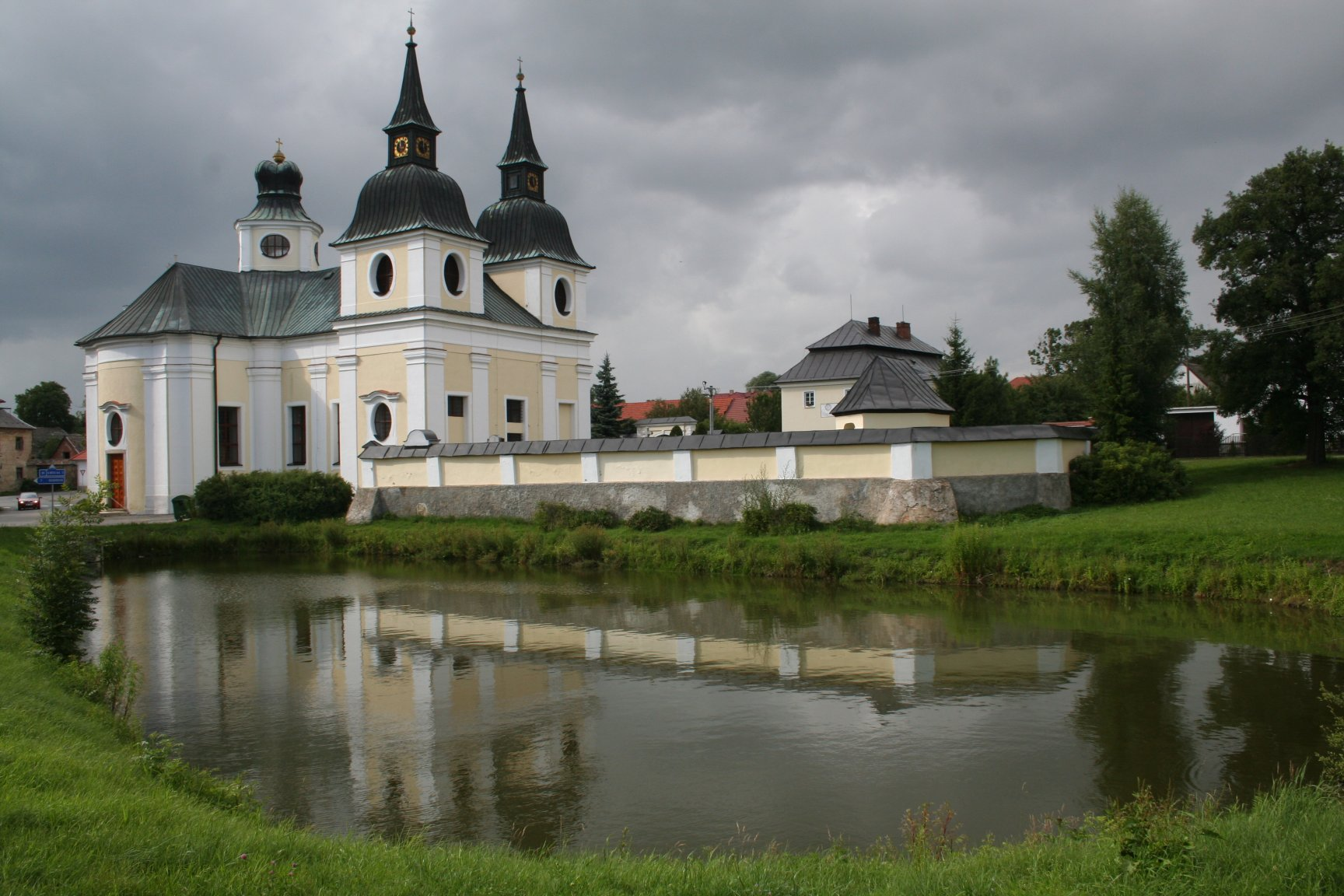
Biserica Sf. Venceslau din Zvole
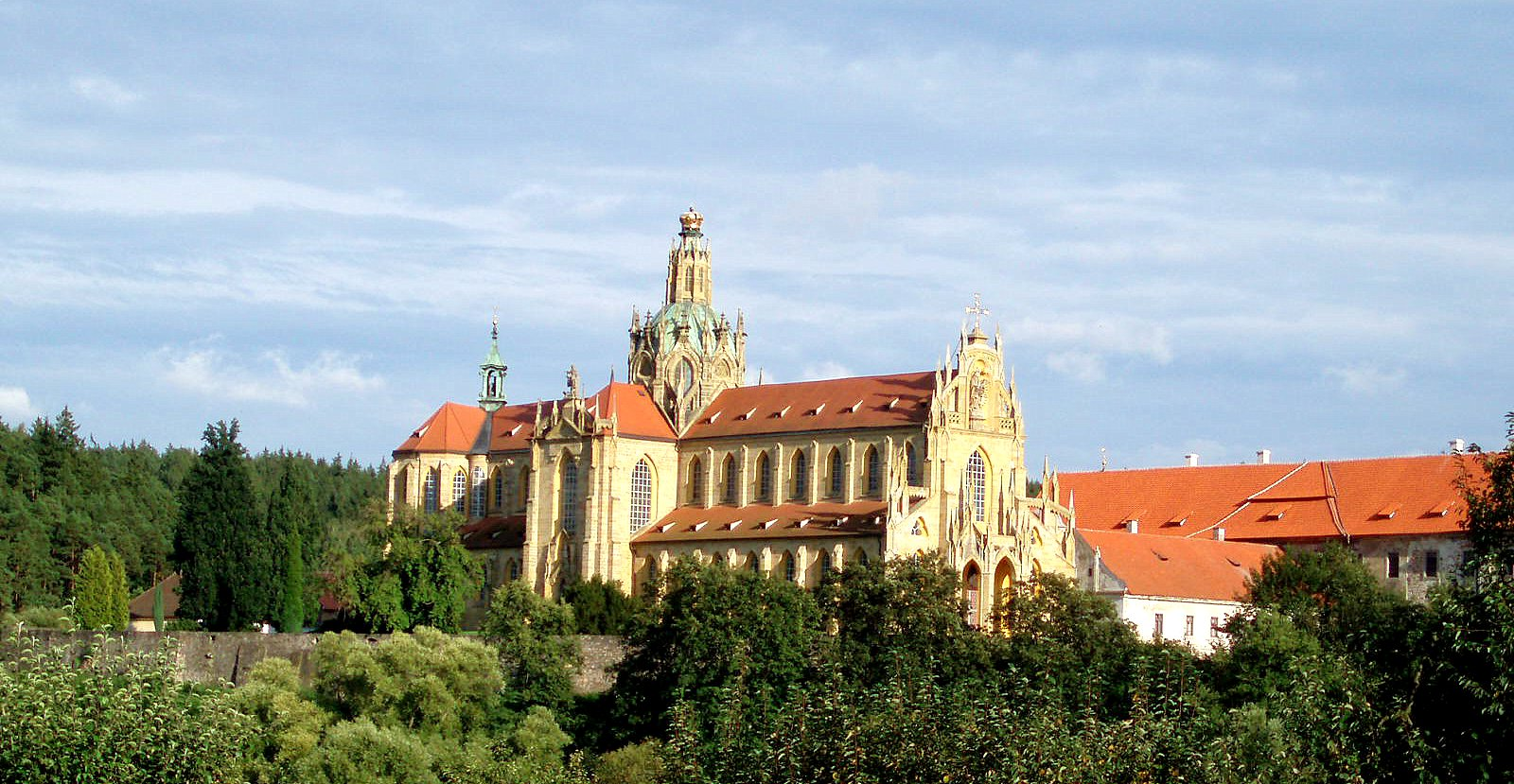
Biserica mănăstirii Adormirea Maicii Domnului, Sf. Wolfgang și Sf. Benedict din Kladruby u Stříbra
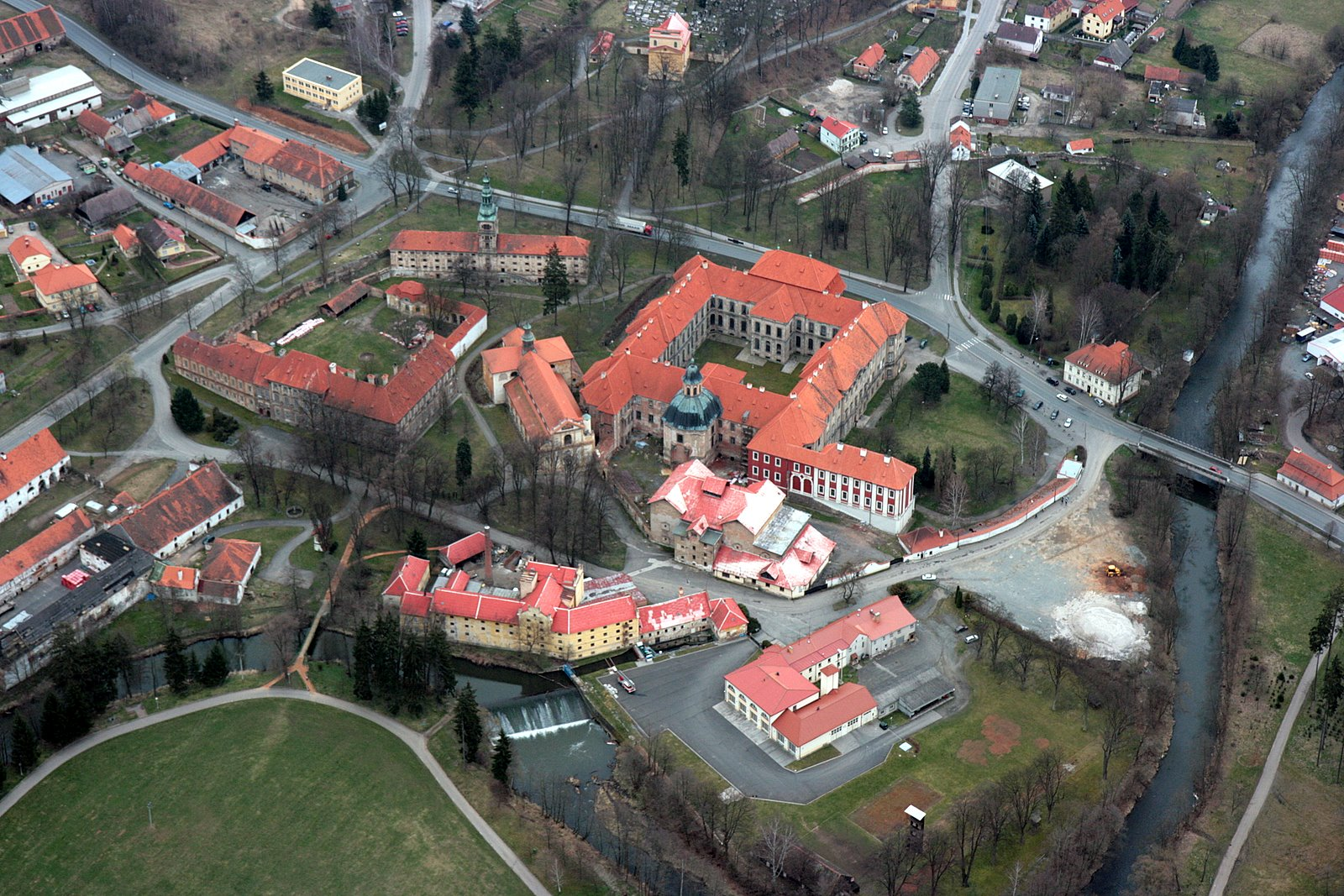
Conventul mănăstirii cisterciene din Plasy
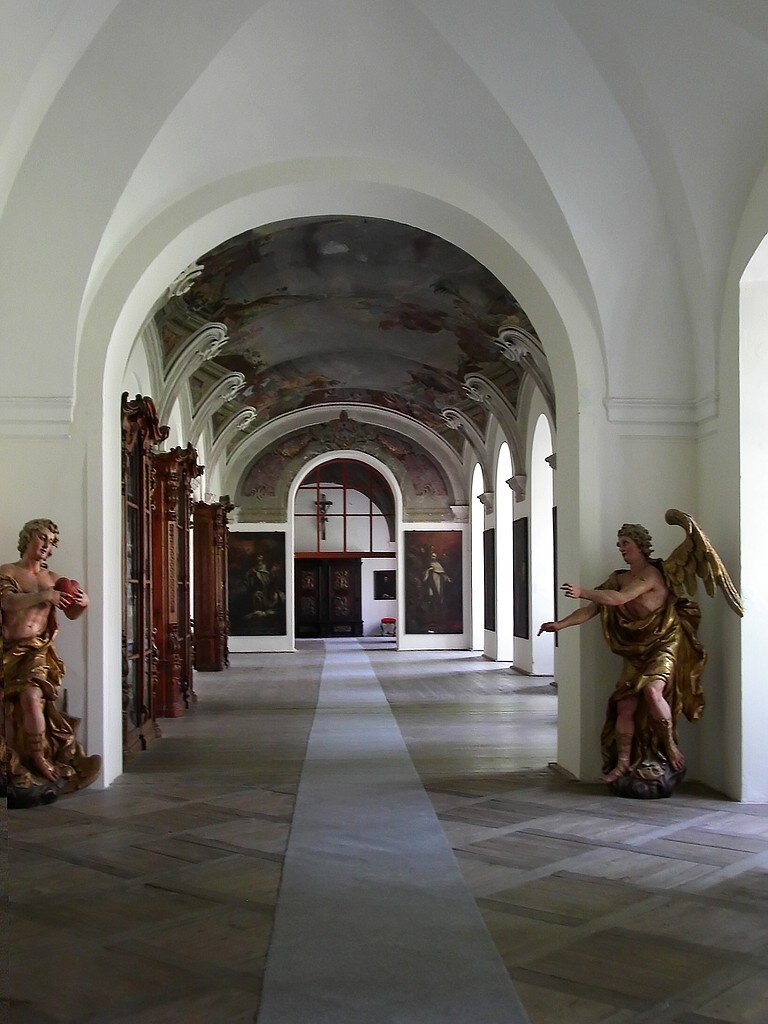
Interiorul mănăstirii cisterciene din Plasy
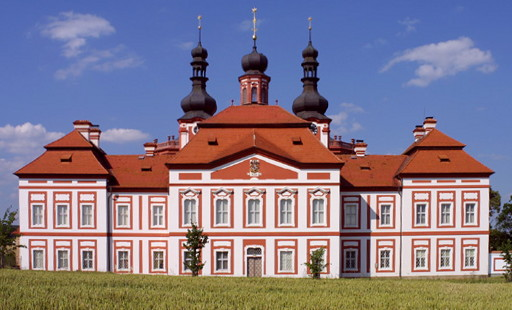
Vedere sudică a Bisericii de pelerinaj Buna Vestire și a clădirii abației cisterciene din Mariánská Týnice
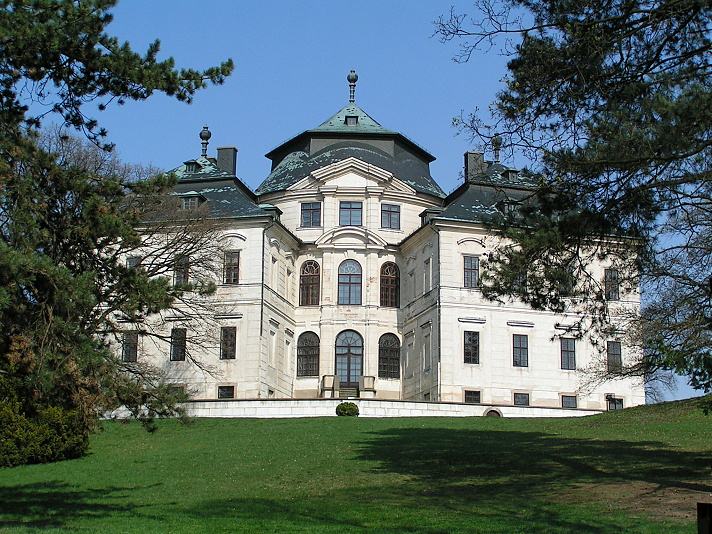
Castelul Karlova Koruna din Chlumec nad Cidlinou
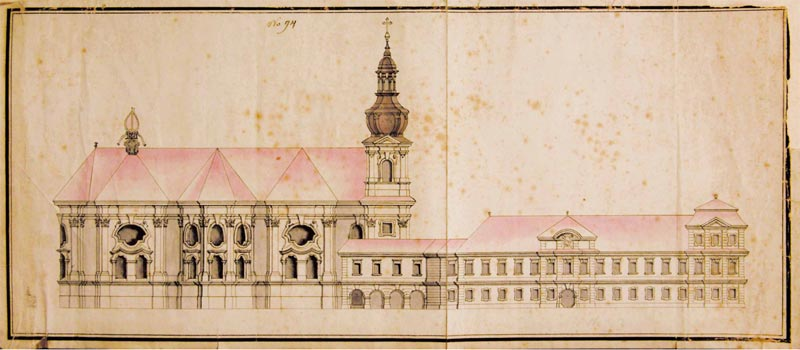
Desen original din secolul al XVIII-lea al Bisericii abațiale Sf. Petru și Paul din Rajhrad, realizat de Santini
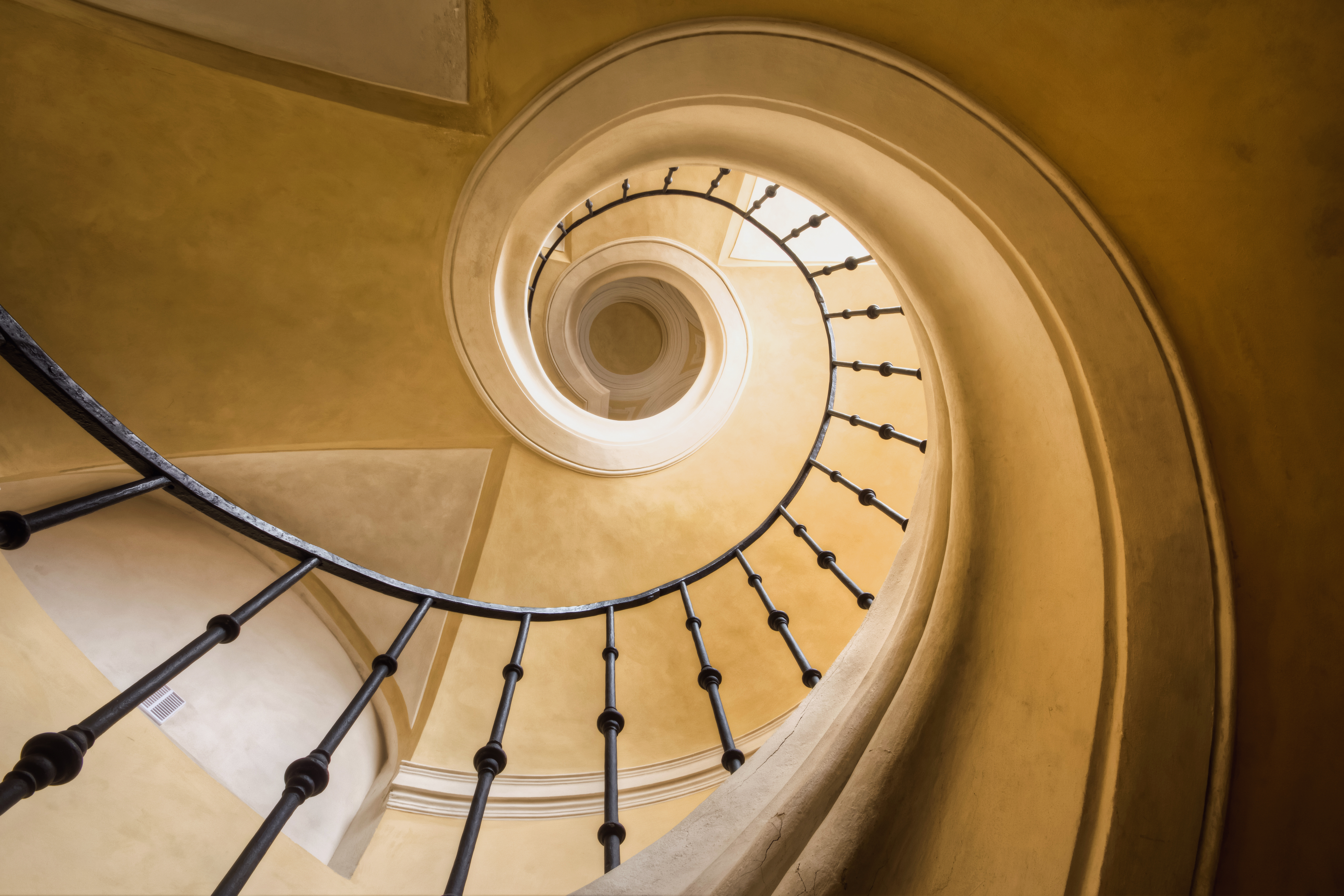
Scările Bisericii mănăstirii Adormirea Maicii Domnului și Sfântul Ioan Botezătorul, Kutná Hora